# Perdóname, Señor
Perdóname, Señor es una serie de televisión española producida por Mediaset España en colaboración con Gossip Events & Productions. Protagonizada por Paz Vega, Stany Coppet y Jesús Castro entre otros, la serie se estrenó en Telecinco el 24 de mayo de 2017. Fue rodada en las localidades de Barbate, Zahara de los Atunes y Los Caños de Meca (Cádiz).

## Argumento
Lucía (Paz Vega), una monja poco convencional y de fuerte carácter, regresa a su Barbate natal veinte años después de entregar en adopción a un hijo fruto de un embarazo temprano. En plena crisis de vocación, descubre la cadena de mentiras que la llevaron a ingresar en su orden religiosa y se reencuentra con los dos hombres más importantes de su vida: su hijo Rafa (Jesús Castro), que no sabe que es su madre y ha iniciado su carrera en el tráfico de hachís, y Bruno (Stany Coppet), capo del narcotráfico en la zona, su novio de juventud y padre de Rafa.
Lucía lucha por apartar a su hijo de la carrera delictiva sin reparar en riesgos, límites legales o convicciones morales; pero no puede evitar que entre ella y Bruno resurja el amor de sus cenizas, lo que la obliga a preguntarse qué será más fuerte, su vocación religiosa o su condición de madre y mujer.

## Reparto

### Reparto principal
- Paz Vega como Lucía Medina Varo
- Stany Coppet como Bruno Lachambre
- Jesús Castro como Rafael "Rafa" Medina Camacho / Rafael "Rafa" Lachambre Medina
- Estefanía de los Santos como Antonia Camacho de Medina
- José Manuel Seda como Ramón Menéndez
- Sandra Collantes como Lorena Velarde de Lachambre
- Andrea Duro como Claudia
- Pau Cólera como Hilario "Lario" Gómez (Episodio 1 - Episodio 7)
- Silvia Marty como Irene Oliver
- Christian Sánchez como Álvaro "Alvarito"
- Verónica Moral como Marta Soler (Episodio 2 - Episodio 7)
- Mikel Iglesias como "El Perla" (Episodio 1 - Episodio 7)
- Lucía Guerrero como Paula Menéndez
- Diego Domínguez como Daniel "Dani" (Episodio 1 - Episodio 6)

con la colaboración especial de
- Paco Tous como Miguel Medina Varo (Episodio 1 - Episodio 4)
- Juan Gea como Padre Verdaguer (Episodio 1 - Episodio 3; Episodio 5; Episodio 8)
- Enrique Arce como Vicente Barea (Episodio 1)
- Ruth Gabriel como Paca (Episodio 1)
- Antonio de la Torre como Eulalio Gómez "El Rojo" (Episodio 1 - Episodio 2)
- Luisa Gavasa como Doña Matilde (Episodio 2 - Episodio 8)

### Reparto recurrente
- Helena Kaitani como Marisa (Episodio 1 - Episodio 3; Episodio 5 - Episodio 6)
- Gerard Martí como Marcos (Episodio 1 - Episodio 3)
- Mercedes León como Sor Elisa (Episodio 1 - Episodio 5; Episodio 8)
- Paco Manzanedo como Mustafá Chacal (Episodio 1 - Episodio 2; Episodio 4 - Episodio 5)
- Fernando Huesca como Arozamena (Episodio 1 - Episodio 2; Episodio 5; Episodio 7)
- Mercedes Hoyos como Susana (Episodio 1; Episodio 3; Episodio 5 - Episodio 6)
- Enrique Asenjo como Tino (Episodio 1 - Episodio 2; Episodio 4 - Episodio 5; Episodio 7)
- Jaroslaw Bielski como Lars Nielsen (Episodio 1; Episodio 3; Episodio 5 - Episodio 6; Episodio 8)
- Paco Sepúlveda como Guerrero (Episodio 1 - Episodio 5; Episodio 8)
- Fernando Guallar como Sam (Episodio 1; Episodio 3 - Episodio 4; Episodio 6)
- Chanel Terrero como Sibebi (Episodio 1; Episodio 3 - Episodio 4; Episodio 6)
- Isabel Tirado como Aurora (Episodio 1; Episodio 3; Episodio 5 - Episodio 6)
- Juan Cano como Fonseca
- Óscar Jiménez como Domi (Episodio 1 - Episodio 5)
- Mireia Ariza como Lola Medina
- Aitor García Brenes como Pepe Medina
- Asensio Salas como Mauricio "Mauri" González (Episodio 1 - Episodio 3; Episodio 5 - Episodio 7)
- David García Brenes como Miguel "Miguelín" Medina (Episodio 1 - Episodio 2; Episodio 4 - Episodio 7)
- Guillermo Peña como Resino (Episodio 1 - Episodio 2; Episodio 5; Episodio 7 - Episodio 8)
- Raúl Olivo como Augusto Valenzuela (Episodio 2 - Episodio 5; Episodio 7 - Episodio 8)
- Joaquín Tadeo como Alberto Pérez Guzmán "Beto" (Episodio 2 - Episodio 5; Episodio 7 - Episodio 8)
- Fabián Delgado como Sosa (Episodio 2 - Episodio 5; Episodio 7 - Episodio 8)
- Ismael Rivera como Lucas (Episodio 2 - Episodio 8)
- Antonio Zabalburu como Padre José (Episodio 3 - Episodio 7)
- Jesús Noguero como Yusef Chacal (Episodio 3; Episodio 6 - Episodio 8)

## Episodios y audiencias
| Temporada | Temporada | Episodios | Estreno            | Final               | Audiencia media | Audiencia media | Audiencia media |
| Temporada | Temporada | Episodios | Estreno            | Final               | Espectadores    | Cuota           |                 |
| --------- | --------- | --------- | ------------------ | ------------------- | --------------- | --------------- | --------------- |
|           | 1         | 8         | 24 de mayo de 2017 | 19 de julio de 2017 | 2 824 000       | 19,1%           |                 |
| Total     | Total     | 8         | 2017               | 2017                | 2 824 000       | 19,1%           |                 |

Temporada 1: (2017)
| N.º | Título                    | Director(es)                    | Guionista(as)                                             | Fecha de emisión    | Audiencia         |
| --- | ------------------------- | ------------------------------- | --------------------------------------------------------- | ------------------- | ----------------- |
| 1   | «Espuma de mar»           | Alejandro Bazzano y Frank Ariza | Antonio Onetti                                            | 24 de mayo de 2017  | 3 117 000 (19,0%) |
| 2   | «Marea baja»              | Alejandro Bazzano y Frank Ariza | Antonio Onetti y Ana Alkimin                              | 31 de mayo de 2017  | 3 294 000 (20,7%) |
| 3   | «Alta mar»                | Alberto Ruiz Rojo               | Antonio Álamo y Ana Graciani                              | 14 de junio de 2017 | 2 869 000 (18,7%) |
| 4   | «Gota a gota»             | Alberto Ruiz Rojo               | Antonio Onetti y Carmen Fernández Villalba                | 21 de junio de 2017 | 2 966 000 (20,6%) |
| 5   | «En un mar de lágrimas»   | Rafael Montesinos               | Ana Alkimim, Antonio Onetti, Antonio Álamo y Ana Graciani | 28 de junio de 2017 | 2 499 000 (16,0%) |
| 6   | «Mar en calma»            | Rafael Montesinos               | Ana Alkimim, Antonio Onetti, Antonio Álamo y Ana Graciani | 5 de julio de 2017  | 2 603 000 (18,7%) |
| 7   | «Viento y oleaje»         | Rafael Montesinos               | Ana Alkimim, Antonio Onetti, Antonio Álamo y Ana Graciani | 12 de julio de 2017 | 2 621 000 (19,3%) |
| 8   | «Decía siempre el mar...» | Alberto Ruiz Rojo               | Ana Alkimim, Antonio Onetti, Antonio Álamo y Ana Graciani | 19 de julio de 2017 | 2 621 000 (19,8%) |

### La noche de: Perdóname, Señor
| Programas emitidos | Programas emitidos | Programas emitidos | Programas emitidos | Programas emitidos |
| N.º                | Fecha de emisión   | Espectadores       | Cuota de pantalla  |                    |
| ------------------ | ------------------ | ------------------ | ------------------ | ------------------ |
| 1                  | 24/05/2017         | 1 034 000          | 13,7%              |                    |
| 2                  | 31/05/2017         | 824 000            | 11,1%              |                    |
| 3                  | 14/06/2017         | 741 000            | 10,1%              |                    |
| 4                  | 21/06/2017         | 792 000            | 11,4%              |                    |
| 5                  | 28/06/2017         | 591 000            | 6,8%               |                    |
| 6                  | 05/07/2017         | 705 000            | 10,4%              |                    |
| 7                  | 12/07/2017         | 707 000            | 9,8%               |                    |
| 8                  | 19/07/2017         | 1 132 000          | 13,3%              |                    |

### La claves de: Perdóname, Señor
| Programas emitidos | Programas emitidos | Programas emitidos | Programas emitidos | Programas emitidos |
| N.º                | Fecha de emisión   | Espectadores       | Cuota de pantalla  |                    |
| ------------------ | ------------------ | ------------------ | ------------------ | ------------------ |
| 1                  | 07/06/2017         | 1 824 000          | 11,8%              |                    |

### Evolución de audiencias
| Temporada | Temporada | Episodio número | Episodio número | Episodio número | Episodio número | Episodio número | Episodio número | Episodio número | Episodio número |
| Temporada | Temporada | 1               | 2               | 3               | 4               | 5               | 6               | 7               | 8               |
| --------- | --------- | --------------- | --------------- | --------------- | --------------- | --------------- | --------------- | --------------- | --------------- |
|           | 1         | 3.117           | 3.294           | 2.869           | 2.966           | 2.499           | 2.603           | 2.621           | 2.621           |